# علی‌رضا شفقی‌نژاد
علی‌رضا شفقی نژاد (زادهٔ ۱۳۵۳ در تهران) رهبر کر و رهبر ارکستر ایرانی است.
علی‌رضا شفقی‌نژاد موسیقی را از هفت سالگی آغاز کرد و نوازندگی پیانو را از ۱۰ سالگی شروع کرد. او در رشتهٔ مهندسی الکترونیک تحصیل کرده و دوره‌های فشردهٔ رهبری را نزد منوچهر صهبایی و گورگن موسسیان آموخته‌است. او تدریس موسیقی، رهبری ارکستر، آهنگسازی و تنظیم قطعات محمد نوری را در کارنامه دارد. وی رهبری تمامی کنسرت‌ها (کر و ارکستر) و آهنگسازی گروه کر فیلارمونیک ایران را از ابتدای بنیان‌گذاری این گروه در سال ۱۳۷۸ تا کنون به عهده داشته‌است. شفقی‌نژاد در اردیبهشت ۱۳۸۹ در فستیوال موسیقی و آواز ارمنستان به عنوان داور شرکت کرد و موفق شد مقام رهبر برگزیده را در این فستیوال دریافت کند.
او در مهرماه ۱۳۹۱ با همکاری ناصر نظر و گروه موسیقی پارس، گروه کر فیلارمونیک ایران، گروه کر ملل و کارگردانی محمد عاقبتی، اپرای مانا و مانی نوشته حسین دهلوی را بعد از حدود سی سال برای اولین بار به اجرا درآورد.